# Kimberly Severson
Kimberly Severson, född den 22 augusti 1973 i Tucson, Arizona, är en amerikansk ryttare.
Hon tog OS-brons i lagtävlingen i fälttävlan i samband med de olympiska ridsporttävlingarna 2004 i Aten.